# Harker Heights
Harker Heights ist eine Stadt im Bell County im US-Bundesstaat Texas in den Vereinigten Staaten. Das U.S. Census Bureau hat bei der Volkszählung 2020 eine Einwohnerzahl von 33.097 ermittelt.

## Geographie
Die Stadt liegt etwas südöstlich des geografischen Zentrums von Texas am U.S. Highway 190 im Westen des Countys und hat eine Gesamtfläche von 33,0 km².

## Geschichte
Benannt wurde der Ort nach Harley Kern, einem der beiden Landbesitzer, die das Land für den Ort zur Verfügung stellten.

## Demografische Daten
Nach der Volkszählung im Jahr 2000 lebten hier 17.308 Menschen in 6.200 Haushalten und 4.712 Familien. Die Bevölkerungsdichte betrug 523,7 Einwohner pro km². Ethnisch betrachtet setzte sich die Bevölkerung zusammen aus 70,89 % weißer Bevölkerung, 14,94 % Afroamerikanern, 0,78 % amerikanischen Ureinwohnern, 3,58 % Asiaten, 0,40 % Bewohnern aus dem pazifischen Inselraum und 5,79 % aus anderen ethnischen Gruppen. Etwa 3,62 % waren gemischter Abstammung und 12,44 % der Bevölkerung waren spanischer oder lateinamerikanischer Abstammung.
Von den 6.200 Haushalten hatten 42,8 % Kinder unter 18 Jahre, die im Haushalt lebten. 61,4 % davon waren verheiratete, zusammenlebende Paare. 11,2 % waren allein erziehende Mütter und 24,0 % waren keine Familien. 18,0 % aller Haushalte waren Singlehaushalte und in 3,5 % lebten Menschen, die 65 Jahre oder älter waren. Die Durchschnittshaushaltsgröße betrug 2,77 und die durchschnittliche Größe einer Familie belief sich auf 3,13 Personen.
30,4 % der Bevölkerung waren unter 18 Jahre alt, 10,5 % von 18 bis 24, 34,8 % von 25 bis 44, 18,0 % von 45 bis 64, und 6,2 % die 65 Jahre oder älter waren. Das Durchschnittsalter war 30 Jahre. Auf 100 weibliche Personen aller Altersgruppen kamen 101 männliche Personen. Auf 100 Frauen im Alter von 18 Jahren und darüber kamen 99 Männer.
Das jährliche Durchschnittseinkommen eines Haushalts betrug 42.947 USD, das Durchschnittseinkommen einer Familie 49.607 USD. Männer hatten ein Durchschnittseinkommen von 31.728 USD gegenüber den Frauen mit 26.404 USD. Das Prokopfeinkommen betrug 20.061 USD. 10,0 % der Bevölkerung und 7,4 % der Familien lebten unterhalb der Armutsgrenze. Davon waren 12,2 % Kinder und Jugendliche unter 18 Jahren und 4,9 % waren 65 oder älter.